# Park Narodowy „Ziuratkul”

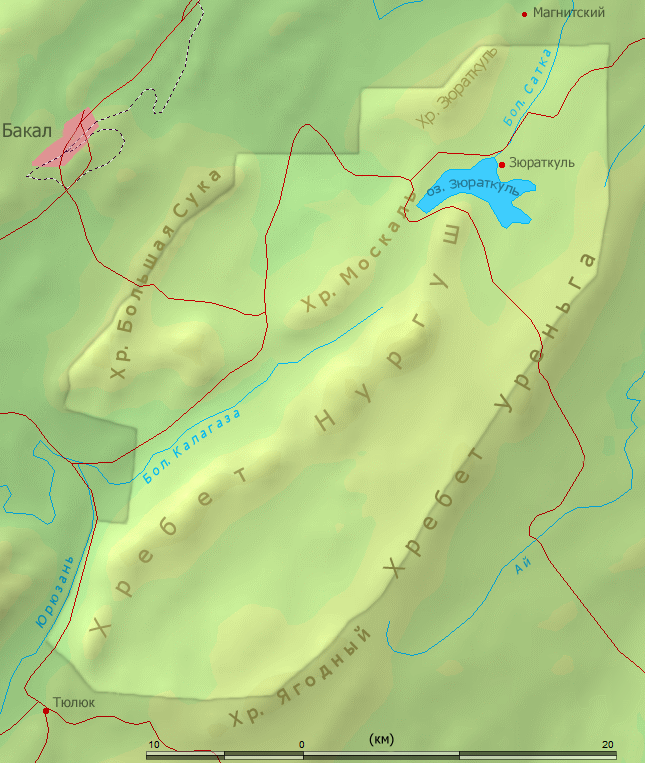
Obszar parku narodowego na mapie w języku rosyjskim

Park Narodowy „Ziuratkul” (ros. Национальный парк «Зюра́ткуль») – rosyjski park narodowy, założony 3 listopada 1993 roku w południowej części obwodu czelabińskiego. Park położony jest 30 km na południe od miejscowości Satka oraz około 200 km na zachód od Czelabińska. Obszar parku, o powierzchni całkowitej 88249 ha (882 km²), rozciąga się z północy na południe na szerokość 49 km i od zachodu na wschód na 28 km. 
Główne cele parku to zachowanie standardów i wyjątkowości obiektów przyrodniczych, pomników przyrody, historii, kultury, archeologii i innych dziedzictw kulturowych oraz edukacja i rozwój, z zastosowaniem metod naukowych w zakresie ochrony przyrody, z zachowaniem walorów rekreacyjnych. Celem jest również monitoring środowiska, odbudowa naturalnych, historycznych oraz kulturowych kompleksów, stwarzających warunki do turystyki i rekreacji.
Na terenie parku znajduje się 8 stanowisk archeologicznych, prezentujących pozostałości siedlisk ludzkich z epok mezolitu i neolitu, z częściowo zachowanymi budynkami, toporami kamiennymi, narzędziami wykonanymi z brązu i innymi pozostałościami.

## Geografia
Obszar parku narodowego obejmuje jezioro Ziuratkul o powierzchni około 13,5 km² położone na zachodnim zboczu Uralu Południowego, na wysokości około 724 m n.p.m. (jest to najwyżej położone jezioro tego rodzaju na Uralu) oraz liczne pasma górskie, w tym pasmo Ziuratkul o długości około 8 km i wysokości dochodzącej do 1175 m oraz pasmo Nurgusz z wierzchołkiem o wysokości 1406 m n.p.m., rozciągający się na długości 50 kilometrów.

## Fauna i flora
Park Narodowy Ziuratkul zamieszkuje około 214 gatunków zwierząt, w tym około 46 gatunków ssaków: norki europejskie, niedźwiedzie brunatne, wilki, lisy, gronostaje oraz zwierzęta kopytne: (łosie, jelenie, rzadziej dziki). Wody występujące w parku zamieszkuje wiele gatunków gadów, płazów, także ryb m.in.: leszcze, okonie, lipienie, miętusy pospolite i szczupaki. Teren ten zamieszkują również bogate zbiorowiska ptactwa, m.in.: orzeł przedni, puchacz zwyczajny, sokół wędrowny. Często są to rzadkie gatunki wymieniane w Czerwonej Księdze Rosji.
Na terenie obszaru chronionego dominują lasy mieszane głównie świerkowe, brzozowe oraz jodłowo-świerkowe, z jodłą syberyjską. Na terenie parku występuje zróżnicowana szata roślinna z florą liczącą co najmniej 653 gatunków roślin, z których około 70 znajduje się w Czerwonej Księdze Rosji. Są wśród nich m.in.: obuwik pospolity, obuwik wielkopłatkowy, storzan bezlistny oraz storczyk męski.